# 다고베르투스 2세

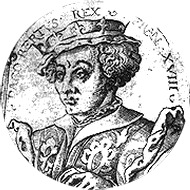
다고베르트 2세

프랑크의 다고베르트 2세(Dagobert II, Dagobertus II) 혹은 다고베르토 2세(Dagoberto II, 650년 경 ~ 679년 12월 23일)는 메로빙거 왕조 출신 프랑크의 군주로, 프랑크 왕국 아우스트라시아 분국의 국왕이었다. 사냥 중 스테네이 평원에서 살해되었는데, 그의 살해 배후는 아우스트라시아의 궁재 에브로인 또는 피핀 헤르스탈로 추정된다.
사후 천주교로부터 시성(諡聖)되어 성 다고베르트 2세(Saint Dagobert II)로 부른다.

## 생애

### 소년기
다고베르트 2세는 프랑크 왕국 메로빙거 왕조 출신 군주로 프랑크 왕국 아우스트라시아 분국의 국왕이었다. 다고베르트 1세의 손자이자 지게베르트 3세의 아들로 656년 부왕의 사후 그는 그리모알트라는 아우스트라시아의 궁재에게 납치되었고, 다고베르트를 찾으려는 노력이 있었으나 어린 아이를 찾는 노력은 헛수고로 돌아갔다. 그리모알트는 다고베르트가 죽었다고 보고하였고 자신의 아들이 왕위에 오르게 하는 것이 선왕의 뜻이었다고 주장했고 그대로 성공을 거두었다. 다고베르트의 모후도 아들이 죽었다고 믿었다.
그러나 그리모알트는 어린 다고베르트를 죽이는 것은 주저하였다. 다고베르트는 비밀리에 푸아티에 주교의 손에 맡겨졌고 강제로 삭발당한 뒤 아일랜드의 수도원으로 추방당했다. 그 뒤 아우스트라시아는 궁재 그리모알트의 아들인 양자왕(養子王) 힐데베르트 3세 아돕티부스가 아우스트라시아 왕이 되었다.

### 망명 생활과 청년기
아일랜드로 영구 추방된 다고베르트는 슬레인 수도원에서 성년이 되었고, 수도원에 딸린 학교에서 교육을 받았다. 이 기간 중 아일랜드의 타라 대왕의 궁정에 빈객으로 드나들며 노섬브리아의 왕족, 유력가의 자제들과 폭넓게 사귀었으며 윌프리드의 결혼 권고로 666년 켈트 족의 공주 마틸데와 결혼하였다. 그리고 아일랜드에서 잉글랜드로 건너가서 노섬브리아 왕국의 영토인 요크에 정착하였다. 요크에서 다고베르트 2세는 성 윌프리드와 친분관계를 형성하였다. 윌프리드는 요크의 주교였고 다고베르트의 훌륭한 조언자가 되어주었다.
다고베르트의 망명기간 중 로마 교회와 켈트교회 간에는 심한 불화가 있었다. 켈트교회는 로마 교회의 권위를 인정하지 않으려 했고 윌프리드는 두 교회의 단결을 위해 켈트교회에 로마 교회를 받아들이려 했다. 열성적으로 충성스러운 신앙인이었던 윌프리드는 다고베르트가 아우스트라시아로 돌아가 왕권을 찾게 된다면 그의 충성을 얻을 수 있다고 보았다.
다고베르트는 첫 결혼에서 세 딸을 얻었는데 670년 켈트 족 공주 마틸데가 셋째 딸을 출산하다가 사망했다. 윌프리드는 아내를 잃은 다고베르트에게 새로운 아내를 찾아주려고 했고, 다고베르트는 671년 지젤 드 라제와 재혼하였다. 지젤 드 라제(또는 기셀라 드 라제)는 서고트 왕국 서고트의 왕 왐바의 누이동생 기슬리카와 라대 백작 베라 2세의 딸이었다. 그들은 지젤의 공식적인 거처 근처인 렌느 샤토에서 거행됐고 생마들렌 교회에서 결혼식을 하였다.
다고베르트는 지젤과의 사이에서 딸 두 명을 더 낳고 671년 아들을 시지스베르 4세를 얻었다. 그리고 아들 시지스베르가 태어났을 때 다고베르트는 다시 왕위로 복귀할 수 있었다.

### 즉위와 왕권 강화
3년동안 프랑스 서남부 렌느샤토에 은신해 있으면서 다고베르트는 때를 기다렸다. 674년 오랫동안 유배되었던 그는 자신의 모후와 그 조언자들에게 자신이 돌아왔음을 알리고 아우스트라시아 왕국의 반환을 요구하였다. 그리고 자신이 아우스트라시아의 왕이라고 공식 선언하였다. 잉글랜드의 가톨릭 주교 윌프리드는 그의 복위를 적극적으로 도왔다. 그리고 스위스 시옹의 주교 성 아마투스도 다고베르트의 복위를 도왔다.
675년 친족 힐데리히가 암살당하였다. 힐데리히가 죽자 다고베르트 2세는 요크주교 윌프리드의 적극적인 지지를 얻고 676년 아우스트라시아 왕이 되었다.
왕권을 회복한 다고베르트 2세는 아우스트라시아 전역에 있던 혼란을 잠재우고 질서를 회복하는 작업을 시도하고 통치를 엄격히 하였다. 왕권에 도전할 우려가 있는 군사력과 경제력을 동원할 수 있는 반항적인 여러 귀족들을 견제하여 지배력을 약화시켰다. 또한 그는 렌느샤토에서 엄청난 재물을 모았고, 이 재물들은 아키텐을 상대로 한 정복전쟁에 필요한 자금으로 사용되었다.

### 생애 후반
친정을 하면서 그는 왕권강화를 위해 중앙집중화 정책을 펼쳐나갔다. 다고베르트 2세의 왕권강화는 윌프리드가 원하던 것과는 달랐다. 윌프리드는 다고베르트가 교회의 충실한 오른팔 역할을 해줄 것을 기대하였지만 다고베르트는 그의 뜻대로 움직여주지 않았다. 《성혈과 성배》의 저자들에 의하면 다고베르트는 반대로 가톨릭 교회의 세력이 확장되는 것을 억제했다고 추정하였는데 이에 화가 난 프랑크족 고위 성직자가 윌프리드에게 보낸 편지를 예로 제시하였다.
다고베르트가 세금을 부과하고 하느님의 교회와 주교들을 함께 조롱한다며 강하게 비난하였다고 한다.
다고베르트 2세는 재혼으로 아내의 몫의 지참금으로 랑그독 등의 영토를 획득하였다. 처가였던 서고트족은 가톨릭에 명목상의 충성을 보냈던 것이고 그들의 왕실에서는 아리우스 주의가 받아들여지고 있었다. 성혈과 성배 저자들에 의하면 다고베르트 2세도 한때 이 아리우스 주의에 빠져있었다고 한다.
679년 다고베르트2세는 세속과 교회 양쪽에 적을 만들었다. 반역을 해서라도 자치권을 찾으려는 귀족들을 억제하여 상당한 집념을 가진 그들의 적개심을 샀다. 가톨릭 교회의 팽창을 방해하여 교회의 반발도 샀고, 효과적인 통치를 위해 중앙집권화를 꾀한 것도 인접국가들의 군주들의 질투심과 불안감을 샀다.
귀족들 중에는 피핀2세 등 다고베트르 2세의 궁정에 스파이를 침투시킨 사람도 있었다. 다고베르트 2세의 정적들과 은밀히 제휴하고 있던 피핀은 반역과 암살, 어느 것도 꺼리지 않았다. 679년 살해당한다.
679년 12월 23일 다고베르트 2세는 아르덴 근처의 스테네이 숲 속으로 사냥하러 나갔다. 정오에 사냥에서 지친 다고베르트 2세는 개울가 나무 아래에서 휴식을 취하고 있었다. 이때 그의 대자로 추정되는 부하 한명이 갑자기 나타나 잠을 자던 왕의 눈을 찔렀다. 이들은 피핀2세가 보낸 자객이었다.
나머지 암살자들은 왕궁에 있는 왕의 남은 가족들을 없애려 왕궁으로 들어갔는데 그 뒤의 과정은 분명하지 않다고 한다.
다고베르트가 살해당할 무렵 그의 가족들도 함께 살해되었다. 그러나 그의 딸 난테힐데스는 살아남았다. 그의 아들 시지스베르는 구출되어 은밀히 혈통을 이어갔다. 그 후 프랑크 왕국의 모든 영토는 명목상으로만 통합되어 테오도리히 3세가 통할하였다.

## 암살 배경
그의 정확한 암살 배경은 알려진 것이 없다. 친정 이후 귀족가문을 억압하고 가톨릭 세력을 억제하고 중앙집권화를 꾀하려 하자, 각지에서 반발이 발생하였다. 일설에는 그의 암살 배후를 궁재였던 에브로인 혹은 피핀 드 헤르스탈로 추정하고 있다.

## 사후
사후 시신은 스테네이에 있는 성 레미 왕실부속 예배당에 매장되었으나, 시신은 망실되고 두개골만이 현재 다고베르트 성당에 보존되고 있다. 그 뒤 872년 그해 성자의 반열에 올랐고 새로이 건립된 성 다고베르트 교회로 이장되었다. 축일은 12월 23일이다.
이후 17세기까지 다고베르트 2세에 관한 어떤 기록도 은폐되었다. 1646년 이전까지 편찬된 프랑크 역대 통치자들의 명부나 가계도에는 간단히 그의 이름이 소거되고 다고베르트 1세에서 다고베르트 3세로 건너뛰었다. 다고베르트 2세가 복권되어 프랑크 왕들의 가계도에 실리게 된 것은 1665년 이후의 일이다.
그의 후손들이 살아남지 못했다면 그때까지 위협적인 존재로 여겨지는 일은 없었을 것이다. 성혈과 성배의 저자들에 의하면 다고베르트 2세를 역사에서 삭제해야 했던 이유는 그의 후손, 후계자들의 존재를 부정하기 위한 시도였다고 한다.

## 가족 관계
- 할아버지 : 다고베르트 1세(Dagobert I)
- 할머니 :
- 아버지 : 지게베르트 3세(Segebert III)
- 어머니 : 힘네힐데스
  - 누이 : 빌리힐데스(654년 - 673년)
    - 조카 : 다고베르트(? - 673년)
    - 조카 : 힐페리히 2세(670년 - 721년)

  - 의붓형제 : 양자왕 힐데베르트 3세(Childebert III, ? - 662년)
- 처 : 마틸다 드 켈트(Matilda de Kelt)
  - 딸 : 성 아델라(St. Adela, ? - 730년)
  - 사위 : 알베리히(Alberich)
  - 딸 : 성 이르미나(? - 706년)
  - 딸 :
- 처 : 기셀라 드 라제(Gisela de Raze, ? - 679년 12월)
  - 딸 : 기셀라 드 아우스트라시아(Gisela de AUSTRASIA)
  - 딸 : 로틸드
  - 딸 : 라그나트루드
  - 아들 : 지게베르트 4세(Sigebert IV, 671년 ~ 758년)
  - 며느리 : 가스코뉴의 막달레네(Magdalene or Magdala of NARBONNE & Carcasonne)
    - 손자 : 지게베르트 5세(Sigebert V)
- 기타
  - 아들 : 후고베르트(Hugobert of AUSTRASIA, 665년? - 697년)
- 숙부 : 클로비스 2세(Clovis II)
  - 사촌 : 테오데리히 3세(THeodoric III)
  - 사촌 : 클로타르 3세
  - 사촌 : 힐데리히 2세(, 650년 - 675년 사촌 형제이자 누이 빌리힐데스의 부군)

## 같이 보기
- 메로빙거 왕조
- 카롤링거 왕조
- 프랑크 왕국
- 지게베르트 2세
- 다고베르트 1세
- 힐데베르트 3세 아돕티부스
- 지게베르트 4세
- 라제
- 서고트 왕국
- 성혈과 성배
- 다빈치 코드